# Йожеф Славі
Йожеф Славі (угор. Szlávy József; *23 листопада 1818, Дьйор, Австрійська імперія — †8 серпня 1900, Королівство Угорщина) — австро-угорський державний діяч, прем'єр-міністр Транслейтанії в 1872-1874, міністр фінансів Австро-Угорщини в 1880-1882. Виконувач обов'язків міністра гонведа Транслейтанії в 1872.

## Життя і кар'єра
Навчався в Гірничій академії в Хемніці, в 1844 отримав диплом інженера і вступив на державну службу. Примикав до угорської ліберальної партії Ференца Деака, вважався консерватором. Під час Угорської революції входив до складу уряду, комісар з гірничодобувної промисловості. Після поразки революції засуджений на вісім років ув'язнення в фортеці, через два роки звільнений. У 1861 обраний членом Райхсрата. У 1865 призначений жупаном Бихара.
Після укладення австро-угорської угоди працював в уряді Угорщини. З 1867 статс-секретар міністерства внутрішніх справ, з 1870 — міністр торгівлі.
2 грудня 1872 призначений прем'єр-міністром Транслейтанії, займав пост до 1 березня 1874.
У 1872 короткий час виконував обов'язки міністра гонведа (міністра оборони угорської частини імперії).
У 1879-1880 — голова палати депутатів парламенту Угорщини.
У 1880-1882 був загальноімперським міністром фінансів.
У 1894-1896 — голова Палати магнатів угорського парламенту. Був членом Академії наук Угорщини.